# 沙井練勇
沙井練勇（粵語拼音：saa1 zeng2 lin6 jung5），又稱新安勇（粵拼：san1 on1 jung5），是清朝的一個反英、反法民兵武裝組織。

## 歷史

### 英軍入侵廣州
為了牽制入侵廣州的英軍，體仁閣大學士兩廣總督葉名琛下令新安縣在籍戶部主事陳桂籍，騷擾駐港英軍的基地。1856年12月19日，陳桂籍在新安縣南頭城學宮明倫堂召開「抗英動員大會」，決定斷絕對港供應、撤回全部在港新安人、在全縣（包括香港）殺滅洋教徒。會後陳正式行動，派練兵搜查傳教士逗留過的場所，又在通往九龍的路上部署哨卡、組織小型船隊對香港禁運。
1857年1月15日英屬香港發生裕成辦館毒麵包案，陳之弟舉人陳芝廷在外海監視英軍。一系列活動配合葉名琛水師阻擋進攻廣州的英國海軍艦隊。葉名琛被俘後，廣東團練總局督率沙井練勇參與第二次鴉片戰爭的廣州城戰役。沙井練勇於廣州郊外兵分兩路，襲擊鄧營、廣州東路三寶墟，結果大敗英軍。英軍反攻失敗，退回廣州。

## 領導
指揮沙井練勇的陳桂籍是清道光二十一年（1841）進士，曾官至戶部主事（正六品）。沙井練勇又接受清廷兩廣總督葉名琛、羅惇衍率領的廣東團練總局領導。

## 成員
葉名琛被俘時，陳桂籍帶領一千餘名新安勇成員駐紮三寶墟。